# Martina Thun
Ulla Martina Thun, född 11 maj 1973 i Borlänge, är en svensk programledare inom radio och TV.
Thun är främst känd som programledare för underhållningsprogram i radio, främst Morgonpasset i P3 2007–2017.

## Karriär
Innan hon började på Sveriges Radio var Thun programledare för morgonshower i kommersiell radio, bland annat Jesse, Loogna & Martina på Mix Megapol med Jesse Wallin och Martin Loogna och från 2004 NRJ Kalaset på NRJ.
År 2007 började hon på Morgonpasset i Sveriges Radio P3, först tillsammans med Olle Garp. Från 2009 ledde hon tillsammans med Kodjo Akolor och Hanna Hellquist. 2013 tillkom även Soran Ismail, David Druid, Nour El Refai, Jörgen Lötgård och Kakan Hermansson. 2015 blev även Victor Linnér och Sara Kinberg programledare för programmet. I december 2017 meddelades att hon skulle sluta på Morgonpasset.
Från augusti till december 2017 var Martina Thun programledare för Fredag i P4, ett underhållningsprogram där hon gästas av bland andra Lotta Lundgren, Soran Ismail och David Sundin. Från mars 2018 var hon programledare för Karlavagnen i P4.
I september 2018 blev Martina Thun programledare i P5 STHLM:s morgonprogram. Hon ledde P5 Morgon tillsammans med Farzad Nouri. Den 20 november 2018 lades P5 STHLM ner och redan dagen efter, 21 november 2018 meddelade Martina Thun i Rix FM att hon går över till den kommersiella kanalen. Där tog hon från januari 2019 över eftermiddagsprogrammet, som tidigare leddes av Niclas Wahlgren.

## Engångsuppdrag
- Thun var tillsammans med Jason Diakité (Timbuktu) och Nour El Refai programledare för Musikhjälpen 2010.
- Martina Thun ledde galan P3 Guld den 19 januari 2013 i Göteborg tillsammans med Soran Ismail.[8]
- Martina Thun har medverkat i tv-programmet På Spåret i två säsonger, 2013 och 2014. Båda gångerna tävlade hon med Ulf Danielsson som är professor i teoretisk fysik. Laget har inte gått vidare från gruppspelet.
- I mars 2015 ledde hon Hundtvodd med Martina Thun[9] på SVT. En talkshow som handlar om hundar och att vara hundägare och bland gästerna märks Göran Greider, Birgitta Olsson och Hanna Hellquist.

## Övrigt
2012 gav Martina Thun ut kokboken Varmkorv och Baginbox.
Thun samlar på dockskåp och har ett stort intresse för miniatyrer, något som svenska Elle Decoration har uppmärksammat i en artikel. Hon har även varit med i tv-programmet Go'kväll och visat upp ett av sina dockskåp där.